# 5. San-marinesisches Kabinett
Das 5. san-marinesische Kabinett amtierte vom 10. Februar bis zum  24. März 1945.
Nachdem am 10. Februar 1945 die Abgeordneten der Linken, die mehr als die Hälfte der Abgeordneten des Parlaments (Consiglio Grande e Generale) stellten, zurücktraten, wurden Neuwahlen für den 11. März angesetzt. Unter der Leitung der beiden Capitani Reggenti, Teodoro Lonfernini und Leonida Suzzi Valli wurde eine Übergangsregierung (Consiglio di Reggenza) gebildet, der neben den beiden Staatsoberhäuptern weitere fünf Mitglieder angehörten.

## Liste der Mitglieder des Consiglio di Reggenza
| Teodoro Lonfernini  |
| Leonida Suzzi Valli |
| Federico Bigi       |
| Alvaro Casali       |
| Giovanni Franciosi  |
| Gino Giacomini      |
| Luigi Giancecci     |